# Rena Hasegawa
Rena Hasegawa (長谷川 玲奈, Hasegawa Rena),  née le 15 mars 2001 à Tainai, est une seiyū et chanteuse japonaise, ancienne membre des groupes de J-pop NGT48 de 2015 à 2019,.